# هنری جرج
هنری جرج (انگلیسی: Henry George؛ ۲ سپتامبر ۱۸۳۹ – ۲۹ اکتبر ۱۸۹۷) یک اقتصاددان و روزنامه‌نگار اهل ایالات متحده آمریکا بود.
دیدگاه های سیاسی و اقتصادی وی بعد ها به نام «جورجیسم» مطرح شد.